# Saint Luke’s Tower
Saint Luke's Tower (яп. 聖路加ガーデン Сэ:рукага:ден) — небоскреб, расположенный по адресу 8-1 Акаситё, район Тюо, город Токио, Япония. Небоскрёб строился с июня 1990 года по июнь 1994 года. Высота офисной башни 221 метр, этажность 47 этажей. Высота жилой башни 146 метров, этажность 38 этажей.
Два небоскреба соединены между собой мостом длиной 24 м, рассчитанным на землетрясения и сильные ветры.
Saint Luke's Tower представляет собой офисное здание, в котором располагается штаб-квартира японского разработчика видеоигр Nintendo Cube, а также на 47-м этаже находится ресторан с панорамным видом.
Жилая часть комплекса включает в себя детский сад, медицинские учреждения, рестораны, магазины, различные сервисы и роскошный отель.

## Арендаторы
- Arysta LifeScience Corporation[4]
- Credit Pricing Corporation[5]
- Sanki Engineering Co., Ltd.[6]
- Sojitz Cosmetics Corporation[7]
- UMG ABS, Ltd.[8]